# آیریش مگنو
آیریش مگنو (انگلیسی: Irish Magno؛ زادهٔ ۲۷ ژوئیهٔ ۱۹۹۱) یک بوکسور اهل فیلیپین است که نماینده کشور فیلیپین در مسابقات بین‌المللی آماتور بوکس از جمله بازی‌های آسیایی و مسابقات قهرمانی زنان جهان بوده است.

## المپیک

### المپیک ۲۰۲۰ توکیو
او توانست برای شرکت در رقابت‌های المپیک تابستانی ۲۰۲۰ توکیو سهمیه کسب نماید و به اولین بوکسور زن فیلیپینی تاریخ تبدیل شود که به این بازی‌ها راه پیدا کرده است. او مسابقه اول خود را، در تقابل با کریستین آوانگاره از کنیا با پیروزی پشت سر گذاشت اما در مرحله یک‌هشتم پایانی، در برابر جوتاماس، بوکسور تایلندی، شکست خورد و از گردونه رقابت خارج شد. علی‌رغم این‌که او برای کشورش مدالی کسب نکرد، اما موفق شد به دور دوم در دسته وزنی خود راه یابد.

## زندگی شخصی

### گرایش جنسی
آیریش مگنو با بیان آن‌که لزبین است، گرایش جنسی خود را آشکارسازی کرده است.

### تحصیلات
در سال ۲۰۲۰، مگنو در حال کسب مدرک کارشناسی در رشته جرم‌شناسی در دانشگاه باگیو بود.

## حرفه
حرفه بوکس مگنو زمانی آغاز شد که او ۱۶ ساله بود و در حین تماشای تمرین بوکسورهای آماتور در میدان شهر زادگاهش جانیوای، ایلویلو، یک مربی به او نزدیک شد. مربی او را به دلیل قد بلندی که داشت، به امتحان کردن بوکس تشویق کرد. پیش از آن، مگنو تصور می‌کرد که بوکس به‌طور انحصاری برای مردان است. او در مسابقات ملی آزاد، جوانان و قهرمانی بوکس زنان که در ایلویلو برگزار شد، شرکت کرد و تنها سه روز قبل از مسابقه متوجه شد که در قهرمانی ملی رقابت خواهد کرد. او در دور اول در برابر آنی آلبانی، که قهرمان بازی‌های آسیای جنوب‌شرقی بود، حذف شد.
او به تیم ملی بوکس فیلیپین پیوست و پس از آگاهی از این که بوکس می‌تواند به تأمین هزینه‌های تحصیلش کمک کند، به مانیل نقل مکان کرد، زیرا وضعیت مالی خانواده‌اش به گونه‌ای بود که مادرش خانه‌داری و پدرش نجاری می‌کردند. مگنو همچنین یک خواهر بزرگ‌تر داشت که در حال تحصیل دانشگاهی بود. فرصت حمایت مالی از خانواده‌اش، او را از ترک بوکس بازداشت.
اولین مدال طلای مگنو در مسابقات بین‌المللی در مسابقات آزاد تایپه در سال ۲۰۱۲ در تایوان به دست آمد. او همچنین به‌طور منظم در بازی‌های آسیای جنوب شرقی شرکت کرده و نماینده فیلیپین در سال ۲۰۱۳، ۲۰۱۵ و ۲۰۱۹ بود. مدال نقره او در دسته وزنی سبک‌وزن زنان در بازی‌های ۲۰۱۹ بهترین نتیجه او در بازی‌های آسیای جنوب شرقی بود. او در فینال آن مسابقات به رقیب ویتنامی‌تبارش، نگوین تی تام باخت.
در بازی‌های آسیایی ۲۰۱۸ در جاکارتا–پالم‌بانگ، او در دسته وزنی خروس‌وزن وارد رقابت با حریفان شد.
او در ماه مارس ۲۰۲۰ از طریق مسابقات گزینشی بوکس آماتوری المپیک قاره آسیا و اقیانوسیه ۲۰۲۰ که در کشور اردن برگزار شد، موفق شد برای المپیک ۲۰۲۰ توکیو سهمیه به‌دست‌آورد. مگنو به اولین بوکسور زن فیلیپینی تبدیل شد که برای المپیک واجد شرایط شده است. اما در نهایت خود مسابقات المپیک به دلیل دنیاگیری کووید-۱۹ به یک سال بعد موکول شد و او مجبور شد به‌طور مجازی با مربیان ملی خود از زادگاهش در جانیوای، ایلویلو تماس باشد و تمرین کند جایی که او تصمیم به برپایی یک باشگاه بوکس گرفت.